# Ophelimus aeneoviridis
Ophelimus aeneoviridis är en stekelart som först beskrevs av Girault 1925.  Ophelimus aeneoviridis ingår i släktet Ophelimus och familjen finglanssteklar. Inga underarter finns listade i Catalogue of Life.